# MasterChef Júnior (Brasil)
MasterChef Júnior é a versão júnior do talent show brasileiro MasterChef Brasil, exibido pela Rede Bandeirantes, baseado no formato original exibido pela BBC no Reino Unido. A primeira temporada estreou no dia 20 de outubro de 2015. O programa é apresentado pela jornalista Ana Paula Padrão, e os jurados são os chefs Henrique Fogaça, Helena Rizzo e Érick Jacquin.
A primeira temporada estreou em 20 de outubro de 2015, com 20 participantes, consagrando Lorenzo Ravioli como vencedor. A segunda temporada estreou em 20 de dezembro de 2022, com 8 participantes doze a menos que a edição anterior, consagrando Larissa Krokoscz como vencedora.

## Formato
Crianças e adolescentes com idades entre 8 e 13 anos candidatam-se para se tornarem um concorrente da série. 20 candidatos são escolhidos para serem testados. Na audição, todos os 20 candidatos recebem um avental com a assinatura da franquia MasterChef, os quais eles podem levar pra casa, independentemente do seu progresso.
Os concorrentes são divididos em três grupos. Um grupo prepara pratos de carne, um prepara pratos de massa e outro prepara pratos de sobremesa para apresentarem aos juízes. Dois candidatos de cada grupo são eliminados e 14 dos candidatos tornam-se concorrentes da competição. Após a rodada de audição, dois competidores são enviados para casa por episódio.

## Elenco
Como em sua versão adulto, o  MasterChef Junior  é julgado por Henrique Fogaça, Paola Carosella e Érick Jacquin, e é apresentado pela jornalista Ana Paula Padrão. A partir da segunda temporada, Helena Rizzo passou a ser a nova jurada, substituindo Paola Carosella.

## Prêmios
O vencedor ganha uma viagem para a Walt Disney World com direito a cinco acompanhantes oferecida pela Decolar.com, um curso de culinária de 3 meses, incluindo 2 aulas especiais com cada chef, um vale compras Carrefour no valor de R$ 1 mil por mês durante um ano e um kit de eletrodomésticos Oster, além do troféu MasterChef Júnior.
O segundo colocado também ganha um vale compras do Carrefour de mesmo valor por um ano. Porém, na final do programa, foi revelado que a Decolar.com também premiaria o segundo lugar com uma viagem a Walt Disney World com tudo pago com direito a três acompanhantes.

## Temporadas
Até a segunda temporada, o MasterChef Júnior já contou com 28 participantes oficiais.
| Temporada                | Temporada                | Finalistas    | Finalistas                                                                                                   | Finalistas | Finalistas  | Outros participantes em ordem de eliminação | Outros participantes em ordem de eliminação | Total |
| Temporada                | Temporada                | Vencedor(a)   | Vencedor(a)                                                                                                  | 2.º lugar  | 2.º lugar   | 2.º lugar                                   | Outros participantes em ordem de eliminação | Total |
| ------------------------ | ------------------------ | ------------- | --- | ---------- | ----------- | ------------------------------------------- | --- | ----- |
|                          | MasterChef Júnior 1 (en) |               | Lorenzo Ravioli                                                                                              |            | Lívia Lopes |                                             | Augusto Toledo • Luiza Miranda • Gleyson Junior • Piera Dimartino • Hytalo Matos • Andrey Silva • Johnny William • Vivi Rovai • Tomás Balaban • Mateus Guardi • Laura Bassi • Aisha Carolina • Matheus Burgo • Daphne Sonnenschein • Eduardo Prado • Valentina Schulz • Sofia Bresser • Ivana Coelho | 20    |
| MasterChef Júnior 2 (en) | Larissa Krokoscz         | Lucas Martins | Letícia Silva • Livia Maria Turella • Teresa Leonardi • Breno Placeres • Bernardo Uemura • João Pedro Farias | 8          |             |                                             | |       |

## 1.ª temporada (2015)

### Participantes
- As informações referentes à idade e ocupação dos participantes estão de acordo com o momento em que ingressaram no programa.[6][7]

* As datas de eliminação são os dias em que os episódios foram originalmente ao ar.
| Participante         | Idade | Resultado                              | Vitórias no desafio Classificatório | Vitórias no desafio Eliminatório | Resultado como Capitão   |
| -------------------- | ----- | -------------------------------------- | ----------------------------------- | -------------------------------- | ------------------------ |
| Lorenzo Ravioli      | 13    | Vencedor em 15 de dezembro de 2015     | 1 (Episódio 7)                      | 1 (Episódio 8)                   | 1-0 (Vitória Episódio 7) |
| Lívia Lopes          | 12    | 2º lugar em 15 de dezembro de 2015     | 2 (Episódio 7 e 8)                  | 1 (Episódio 4)                   | 0-0                      |
| Ivana Coelho         | 9     | 9ª eliminada em 8 de dezembro de 2015  | 1 (Episódio 3)                      | 1 (Episódio 7)                   | 0-0                      |
| Sofia Bresser        | 12    | 9ª eliminada em 8 de dezembro de 2015  | 4 (Episódios 2, 4, 6 e 7)           | 0                                | 0-1 (Derrota Episódio 3) |
| Eduardo Prado        | 13    | 8º eliminado em 1 de dezembro de 2015  | 1 (Episódio 5)                      | 0                                | 0-1 (Derrota Episódio 7) |
| Valentina Schulz     | 12    | 8ª eliminada em 1 de dezembro de 2015  | 1 (Episódio 6)                      | 0                                | 0-0                      |
| Daphne Sonnenschein  | 13    | 7ª eliminada em 17 de novembro de 2015 | 1 (Episódio 3)                      | 1 (Episódio 2)                   | 1-0 (Vitória Episódio 3) |
| Matheus Burigo       | 11    | 7º eliminado em 17 de novembro de 2015 | 0                                   | 0                                | 0-0                      |
| Aisha Carolina       | 9     | 6ª eliminada em 10 de novembro de 2015 | 1 (Episódio 3)                      | 0                                | 0-0                      |
| Laura Bassi          | 11    | 6ª eliminada em 10 de novembro de 2015 | 1 (Episódio 3)                      | 0                                | 0-0                      |
| Mateus Girardi       | 12    | 5º eliminado em 3 de novembro de 2015  | 0                                   | 0                                | 0-1 (Derrota Episódio 3) |
| Tomás Balaban        | 13    | 5º eliminado em 3 de novembro de 2015  | 0                                   | 0                                | 0-0                      |
| Johnny William       | 11    | 4º eliminado em 27 de outubro de 2015  | 0                                   | 0                                | 0-0                      |
| Vitoria Rovai (Vivi) | 11    | 4ª eliminada em 27 de outubro de 2015  | 0                                   | 0                                | 0-0                      |
| Andrey Silva         | 13    | 3º eliminado em 20 de outubro de 2015  | 0                                   | 0                                | 0-0                      |
| Hytalo Matos         | 11    | 3º eliminado em 20 de outubro de 2015  | 0                                   | 0                                | 0-0                      |
| Gleyson Junior       | 12    | 2º eliminado em 20 de outubro de 2015  | 0                                   | 0                                | 0-0                      |
| Piera Dimartino      | 11    | 2ª eliminada em 20 de outubro de 2015  | 0                                   | 0                                | 0-0                      |
| Augusto Toledo       | 11    | 1º eliminado em 20 de outubro de 2015  | 0                                   | 0                                | 0-0                      |
| Luiza Miranda        | 10    | 1ª eliminada em 20 de outubro de 2015  | 0                                   | 0                                | 0-0                      |

## 2.ª temporada (2022)

### Participantes
- As informações referentes à idade e ocupação dos participantes estão de acordo com o momento em que ingressaram no programa.

| Participante      | Idade | Resultado                              | Vitórias no desafio Classificatório | Vitórias no desafio Eliminatório | Resultado como Capitão   |
| ----------------- | ----- | -------------------------------------- | ----------------------------------- | -------------------------------- | ------------------------ |
| Larissa Krokoscz  | 9     | Vencedora em 29 de dezembro de 2022    | 2 (Episódio 2 e 3)                  | 0                                | 0-0                      |
| Lucas Martins     | 12    | 2º lugar em 29 de dezembro de 2022     | 0                                   | 1 (Episódio 3)                   | 0-0                      |
| João Pedro Farias | 12    | 3º eliminado em 27 de dezembro de 2022 | 1 (Episódio 2)                      | 0                                | 0-1 (Derrota Episódio 1) |
| Bernardo Uemura   | 11    | 3º eliminado em 27 de dezembro de 2022 | 0                                   | 1 (Episódio 2)                   | 1-0 (Vitória Episódio 1) |
| Breno Placeres    | 11    | 2º eliminado em 22 de dezembro de 2022 | 0                                   | 0                                | 0-0                      |
| Teresa Leonardi   | 9     | 2ª eliminada em 22 de dezembro de 2022 | 0                                   | 0                                | 0-0                      |
| Livia Turella     | 10    | 1ª eliminada em 20 de dezembro de 2022 | 0                                   | 0                                | 0-0                      |
| Letícia Silva     | 9     | 1ª eliminada em 20 de dezembro de 2022 | 0                                   | 0                                | 0-0                      |

## Audiência
Os dados são providos pelo IBOPE e se referem ao público da Grande São Paulo.
| Temporada | Horário                                | Episódios | Estreia                | Estreia   | Final                  | Final     | Média Geral (em pontos do IBOPE) |
| Temporada | Horário                                | Episódios | Data                   | Audiência | Data                   | Audiência | Média Geral (em pontos do IBOPE) |
| --------- | -------------------------------------- | --------- | ---------------------- | --------- | ---------------------- | --------- | -------------------------------- |
| 1         | Terça-feira, 22h30                     | 9         | 20 de outubro de 2015  | 6.1       | 15 de dezembro de 2015 | 6.3       | 5.6                              |
| 2         | Terça-feira, 22h30 Quinta-feira, 22h30 | 4         | 20 de dezembro de 2022 | 2.1       | 29 de dezembro de 2022 | 1.5       | 1.8                              |

- Em 2015, cada ponto representa 67.1 mil domicílios ou 198.1 mil pessoas na Grande São Paulo.
- Em 2022, cada ponto representa 74.6 mil domicílios ou 205.7 mil pessoas na Grande São Paulo.

### 1.ª temporada
| Episódio    | Data                   | Audiência (em pontos) | Ref.   |
| ----------- | ---------------------- | --------------------- | ------ |
| 1           | 20 de outubro de 2015  | 6.1                   | [ 8 ]  |
| 2           | 27 de outubro de 2015  | 6.5                   | [ 9 ]  |
| 3           | 3 de novembro de 2015  | 5.3                   | [ 10 ] |
| 4           | 10 de novembro de 2015 | 6.7                   | [ 11 ] |
| 5           | 17 de novembro de 2015 | 4.4                   | [ 12 ] |
| 6           | 24 de novembro de 2015 | 5.6                   | [ 13 ] |
| 7           | 1 de dezembro de 2015  | 5.6                   | [ 14 ] |
| 8           | 8 de dezembro de 2015  | 4.7                   | [ 15 ] |
| 9           | 15 de dezembro de 2015 | 6.3                   | [ 16 ] |
| Média Geral | Média Geral            | 5.6                   | —      |

- Em 2015, cada ponto equivale a 67.1 mil domicílios ou 198.1 mil pessoas na Grande São Paulo.

### 2.ª temporada
| Episódio    | Data                   | Audiência (em pontos) | Ref.   |
| ----------- | ---------------------- | --------------------- | ------ |
| 1           | 20 de dezembro de 2022 | 2.1                   | [ 17 ] |
| 2           | 22 de dezembro de 2022 | 1.6                   | [ 18 ] |
| 3           | 27 de dezembro de 2022 | 2.1                   | [ 19 ] |
| 4           | 29 de dezembro de 2022 | 1.5                   | [ 20 ] |
| Média Geral | Média Geral            | 1.8                   | —      |

- Em 2022, cada ponto equivale a 74,6 mil domicílios ou 205,7 mil pessoas na Grande São Paulo.